# Club d'aviron Isuntza
Maillots
Isuntza Arraun Elkartea (Club d'Aviron Isuntza en basque) est un club d'aviron de la commune biscaïenne de Lekeitio.
Il a été fondé en 1977 et reçoit le nom de la plage d'Isuntza dans la commune elle-même.
En 2003 il a été une des traînières fondatrice de la Ligue ACT, catégorie dans laquelle il a ramé jusqu'à sa descente en 2005 vers la Ligue ARC.
Les couleurs du club sont le blanc avec une bande bleue en diagonale.

## Palmarès
- 1 Drapeau d'Elantxobe : 2000.
- 1 Championnat d'Euskadi de Trainerillas : 2003.
- 1 Drapeau de Santoña : 2006.
- 1 Drapeau de Camargo : 2006.
- 1 Drapeau Donostia : 2006.
- 1 Drapeau Avelino-Castro : 2008.
- 1 Drapeau Donostiarra : 2010.
- 1 Drapeau de Plentzia : 2010.